# Jin Andi
Jin Andi (晉安帝T, 晋安帝S, Jìn Ān DìP, Chin An-tiW; nome personale: Sima Dezong 司马德宗S, Sīmǎ dé zōngP; 382 – 419) fu imperatore della Dinastia Jin orientale (266-420) in Cina.
Lanciò nel 420 d.C. una spedizione vincente al nord dichiarando la fine dei Jin e la nascita della Dinastia Liu Song (刘宋朝T, 劉宋朝S, Liú Sòng cháoP).